# باشگاه فوتبال راسینگ فرانسه
باشگاه فوتبال راسینگ فرانسه، که همچنین با نام‌های راسینگ پاریس، آرسی‌اف پاریس، ماترا راسینگ، راسینگ کلوب یا راسینگ نیز شناخته می‌شود، یک باشگاه فوتبال فرانسوی مستقر در کلومب، حومه پاریس است.
راسینگ در سال ۱۸۸۲ به عنوان یک باشگاه ورزشی چند رشته‌ای تأسیس شد و یکی از قدیمی‌ترین باشگاه‌های تاریخ فوتبال فرانسه است. این تیم در لیگ ملی ۲، سطح چهارم فوتبال فرانسه بازی می‌کند. این تیم توسط گیوم نوربر مدیریت می‌شود و میزبان مسابقات خانگی خود در ورزشگاه لوسین کوئین، یک ورزشگاه کوچکتر در کنار ورزشگاه المپیک ایو-دو-منوا در کلومب است.
راسینگ که در سال ۱۸۸۲ تأسیس شد، یکی از اعضای موسس لیگ ۱ بود. این باشگاه یک عنوان قهرمانی لیگ ۱ (در ۳۶–۱۹۳۵) و پنج عنوان قهرمانی جام حذفی فرانسه را به دست آورده است و در رتبه چهارم بهترین‌ها قرار دارد. راسینگ همچنین در اتحادیه انجمن‌های ورزشی فرانسه اولین لیگ قهرمانی فرانسه بازی کرد. این باشگاه اولین بار در لیگ در سال ۱۸۹۹ شروع به کار کرد و در سال ۱۹۰۷ پس از کسب مقام دوم در سال‌های ۱۹۰۲ و ۱۹۰۳ به مقام قهرمانی دست یافت. این باشگاه با ۱۱۸ گل در فصل ۶۰–۱۹۵۹ رکورد بیشترین گل زده در لیگ ۱ را در یک فصل با ۳۸ بازی دارد.
از بازیکنان قابل توجه می توان به روگر مارشه، اسکار هایسرر، تادی شیسوسکی، رائول دیان، لوئیس فرناندز، ماکسیم بوسیس، دیوید ژینولا، لوئیس سوبرینیو، پیر لیتبارسکی، انزو فرانچسکولی، آلفرد بلوش و روبن پاز اشاره کرد. دیان یک دهه را در این باشگاه گذراند (۱۹۳۰ تا ۱۹۴۰) و در سال ۱۹۳۱، اولین بازیکن سیاه‌پوست تیم ملی فرانسه بود. او در جام جهانی فوتبال ۱۹۳۸ با عبدالقادر بن بوعلی، هم تیمی خود در راسینگ که یکی از اولین بازیکنان شمال آفریقا در تیم ملی بود، بازی کرد. از سال ۲۰۰۹ تا ۲۰۱۲، مکان باشگاه پس از دستیابی به توافق مالی با کمون، به لوالوآ-پره پرت نزدیک شد.

## تاریخچه

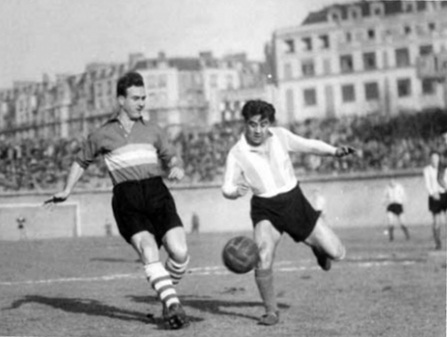
راسینگ (با پیراهن تیره با راه راه‌های افقی) در مقابل باشگاه راسینگ آرژانتین در پارک دو پرنس، ۱۹۵۰

در طول بازی‌های المپیک تابستانی ۱۹۰۰، راسینگ فرانسه میزبان مسابقات دو و میدانی در ورزشگاه کراس کاتلاین (خانه قبلی باشگاه) بود. نقطه اوج راسینگ در دهه‌های ۱۹۳۰ و ۱۹۴۰ بود، زمانی که این باشگاه قهرمان لیگ ۱ در سال ۱۹۳۶ و جام حذفی فرانسه در سال‌های ۱۹۳۶، ۱۹۳۹، ۱۹۴۰، ۱۹۴۵و ۱۹۴۹ شد. این باشگاه همچنین در اوایل دهه ۱۹۶۰ موفق بود و در سال‌های ۱۹۶۱ و ۱۹۶۲ در لیگ ۱ دوم شد. با این حال، راسینگ نقطه کانونی بحران مالی بود که فوتبال فرانسه را در اواسط دهه ۱۹۶۰ تحت تأثیر قرار داد. مشکلات مالی باشگاه منجر به سقوط آن به دسته‌های پایین‌تر شد.
در سال ۱۹۸۲، تاجر ژان-لوک لاگاردر می‌خواست تیمی از ستاره‌ها را بسازد و در این باشگاه به عنوان دومین باشگاه بزرگ در پاریس (به همراه پاری سن-ژرمن) سرمایه گذاری کرد. اگرچه او ادغام پاریس و راسینگ را در نظر داشت، اما مدیریت راسینگ به دلیل نداشتن اطلاعات دقیق در مورد امور مالی پی‌اف‌سی از این امر خودداری کرد. لاگاردر باشگاه پاریس را خریداری کرد (با بدهی بیش از چهار میلیون فرانک) و نام آن را به "پاریس راسینگ ۱" تغییر داد. لاگاردر در سال‌های ۱۹۸۲ و ۱۹۸۳ روی بازیکنان باتجربه سرمایه گذاری کرد.
لاگاردر که مصمم بود در سال ۱۹۸۷ باشگاه خود را به قرعه کشی جام باشگاه‌های اروپا برساند، پس از پیروزی آرتور ژورژه در جام باشگاه‌های اروپا با پورتو، او را به خدمت گرفت. او تیم را با ژرار بوشر و پاسکال اولمتا تکمیل کرد. با این حال، باشگاه در روزهای سختی قرار گرفت و تعداد تماشاگران کاهش یافت. در اواخر دهه ۱۹۸۰، راسینگ ۳۰۰ میلیون فرانک ضرر کرد.
این باشگاه که به سطوح آماتور سقوط کرد، به دنبال پایه‌های مالی محکم‌تری بود. در دسامبر ۲۰۰۸، آ.ا.ک آتن تلاش ناموفقی برای خرید باشگاه کرد. قبل از فصل ۱۰–۲۰۰۹، راسینگ با شهر لوالوآ-پره به توافق مالی رسید. انجمن باشگاه و حمایت از کمون منجر به تغییر نام به باشگاه فوتبال راسینگ فرانسه لوالوآ ۹۲ شد. علیرغم کمک لوالوآ، راسینگ توسط اداره کنترل مدیریت ملی در ژوئیه ۲۰۱۰ پس از اینکه مشخص شد باشگاه ۵۰۰،۰۰۰ یورو بدهی دارد به لیگ ملی ۳ سقوط کرد. در ۲۱ نوامبر ۲۰۱۰، راسینگ لوالوآ و مکابی پاریس متروپول اعلام کردند که قصد دارند برای فصل بعد ادغام شوند. در سال ۲۰۱۲، باشگاه با نام باشگاه فوتبال راسینگ کلومب ۹۲ به کلومب بازگشت.

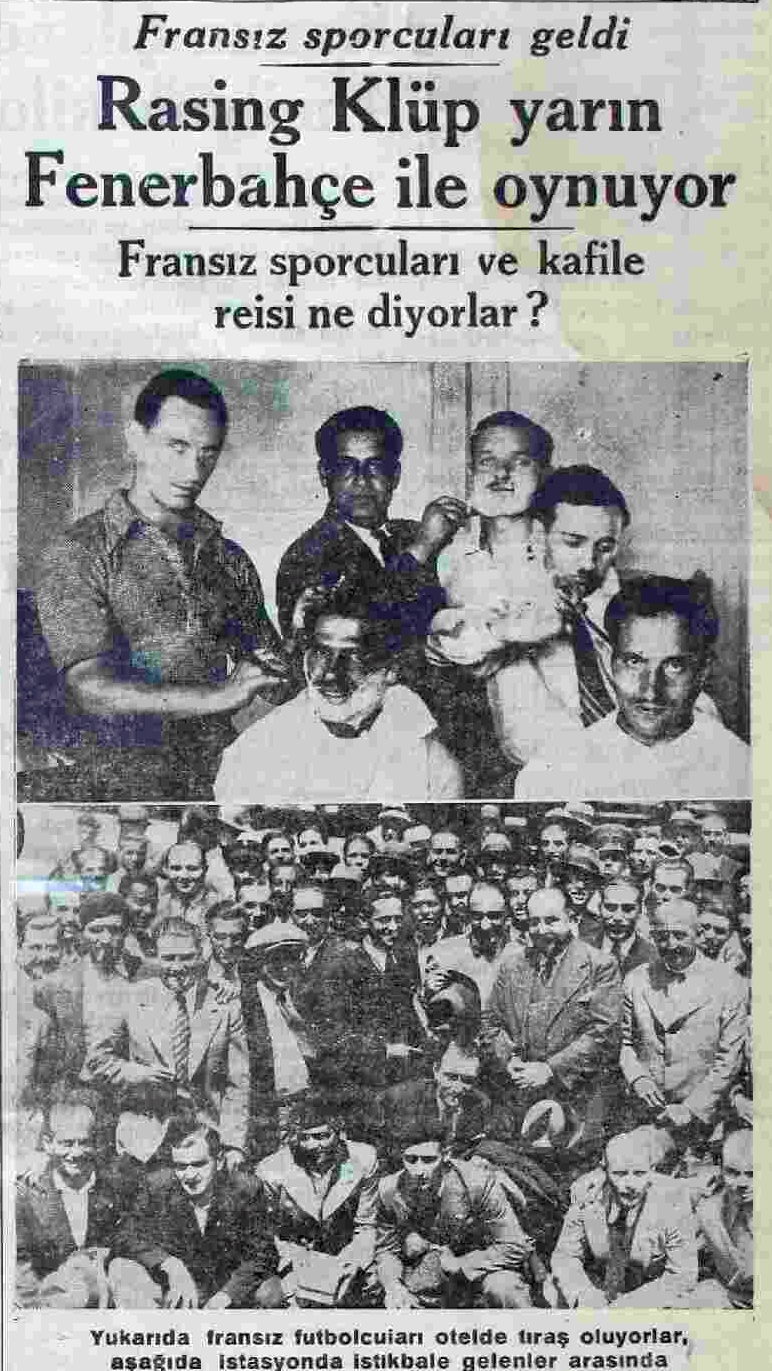
سفر بازیکنان فوتبال راسینگ به ترکیه در روزنامه عصر مورخ ۳۰ ژوئن ۱۹۳۲

### تغییر نام‌ها
- - باشگاه راسینگ فرانسه: (۱۸۹۶–۱۹۳۲، ۱۹۶۶–۱۹۸۱، ۲۰۰۵–۲۰۰۷)
  - باشگاه راسینگ پاریس: (۱۹۳۲–۱۹۶۶، ۱۹۸۱–۱۹۸۷، ۱۹۹۹–۲۰۰۵)
  - ماترا راسینگ: (۱۹۸۷–۱۹۸۹)
  - راسینگ پاریس ۱: (۱۹۸۹–۱۹۹۱)
  - راسینگ ۹۲: (۱۹۹۱–۱۹۹۵)
  - باشگاه راسینگ فرانسه ۹۲: (۱۹۹۵–۱۹۹۹)
  - باشگاه فوتبال راسینگ فرانسه ۹۲: (۲۰۰۷–۲۰۰۹)
  - باشگاه راسینگ فرانسه لوالوآ ۹۲: (۲۰۰۹–۲۰۱۲)
  - باشگاه راسینگ فرانسه کلومب ۹۲: (۲-۱۲–۲۰۱۸)
  - باشگاه فوتبال راسینگ فرانسه: (۲۰۱۸–اکنون)

## افتخارات
- قهرمانی‌های لیگ ۱: ۱۹۳۶
- قهرمانی‌های لیگ ۲: ۱۹۸۶
- قهرمانی‌های لیگ ملی ۲: ۲۰۰۴ (گروه ۴)
- قهرمانی‌های لیگ ملی ۳: ۲۰۰۷ (گروه ۶)، ۲۰۲۲ (گروه ۱۲)
- قهرمانی‌های جام افتخاری: ۱۹۷۳
- قهرمانی‌های جام حذفی فرانسه: ۱۹۳۶، ۱۹۳۹، ۱۹۴۰، ۱۹۴۵، ۱۹۴۹
- قهرمانی‌های اتحادیه‌های انجمن ورزشی فرانسه: ۱۹۰۷
- قهرمانی‌های جام اوسفسا پاریس: ۱۹۰۲، ۱۹۰۳، ۱۹۰۷، ۱۹۰۸، ۱۹۱۱، ۱۹۱۹
- قهرمانی‌های لیگ پاریس: ۱۹۳۱، ۱۹۳۲
- قهرمانی‌های جام دوار: ۱۹۰۵، ۱۹۰۶، ۱۹۰۷، ۱۹۱۲
- قهرمانی‌های جام پاریس: ۱۹۵۸، ۱۹۵۹